# Klaus Taube
Klaus Taube (* 18. Oktober 1935 in Breslau) ist ein ehemaliger deutscher Fußballspieler.

## Vereinskarriere
Klaus Taube spielte zunächst in der Jugend von FSV Hansa 07 Berlin, bevor er 1951 als 16-Jähriger zu Hertha BSC wechselte.
Als Hertha 1953 nach dem Abstieg erstmals in der Vereinsgeschichte nur noch zweitklassig spielte, wurde Taube von Übungsleiter Paul Gelhaar erstmals in den Kader der ersten Mannschaft berufen. In der Amateurliga Berlin konnte Taube in 23 Einsätzen 14 Treffer erzielen, womit er nur durch Helmut Faeders 19 Saisontore übertroffen wurde. Am Ende der Saison konnte Hertha den BFC Südring aufgrund des direkten Vergleiches auf Platz zwei verweisen. Durch die Meisterschaft durfte Hertha an der Deutschen Amateurmeisterschaft 1954 teilnehmen. Nach Horst Thiel, der fünfmal traf, war Taube dort mit vier Treffern erneut zweittreffsicherster Herthaner. Jedoch konnte auch er nicht das Aus schon in der Gruppenphase verhindern. Nach dem Wiederaufstieg schaffte Hertha in der Stadtliga-Saison 1954/55 souverän den Klassenerhalt. Klaus Taube wurde mit acht Saisontoren erstmals der beste Torschütze bei Hertha. 1955/56 verhalf Taube seinem Verein mit sieben Saisontoren zum Klassenerhalt. 1956/57 schoss Klaus Taube am letzten Spieltag im entscheidenden Spiel im Meisterschaftsduell gegen Tennis Borussia ein Tor. Durch den Titelgewinn durfte Hertha BSC an der Endrunde um die Deutsche Meisterschaft 1957 teilnehmen. Dort kam man jedoch bereits in der Auftaktpartie gegen den 1. FC Kaiserslautern mit 1:14 unter die Räder und auch in den Partien gegen Kickers Offenbach und Borussia Dortmund hatten die Berliner das Nachsehen. 1957/58 konnte Taube nur vier Tore erzielen und auch Hertha konnte mit Platz sechs die Vorjahresleistung nicht bestätigen. Doch schon in der anschließenden Saison lief es wieder besser. So erzielte Taube immerhin zwölf Saisontore und Hertha konnte den dritten Platz belegen. Zur Saison 1959/60 wurde Hanne Sobek neuer Hertha-Trainer. Taube verlor unter ihm seinen Stammplatz und bestritt nur noch jedes zweite Spiel, konnte aber immerhin noch sieben Tore erzielen. Am Ende fehlte Hertha allerdings ein Punkt für den Titelgewinn, den sich Tasmania sichern konnte. 1960/61 wurde Hertha dann Meister vor den Tasmanen. Taube absolvierte nur elf Spiele, dabei gelangen ihm aber zwölf Tore, davon allein fünf an den beiden letzten Spieltagen gegen Wacker 04 und BFC Viktoria 89. Durch die Berliner Meisterschaft qualifizierte sich Hertha erstmals seit vier Jahren wieder für die Endrunde um die Deutsche Meisterschaft. Dort bestritt Taube fünf der sechs Gruppenspiele. Hertha konnte mit der Konkurrenz nicht mithalten und beendete die Gruppenphase auf dem letzten Platz. Lediglich ein Sieg beim 1. FC Köln gelang, bei dem Taube bereits nach sechs Minuten die Führung erzielt hatte.
Nachdem im Jahre 1961 die Berliner Mauer gebaut wurde, konnte Taube, der in Ost-Berlin lebte, nicht mehr bei der in West-Berlin beheimateten Hertha spielen. Durch seine West-Berliner Vergangenheit hatte Klaus Taube anschließend auch keine Möglichkeit, bei einem großen Verein in Ost-Berlin zu spielen, sondern spielte für Lichtenberg 47 und Einheit Pankow, wo er 1974 seine Karriere beendete.

## Auswahlkarriere
Aufgrund seiner starken Leistungen im Verein wurde Klaus Taube auch in die Stadt-Auswahl West-Berlins berufen.

## Erfolge
- Berliner Meister: 1957, 1961
- Berliner Pokalsieger: 1959, 1960